# Данов хълм
Сахат тепе е едно от днешните шест тепета на българския град Пловдив. Надморската му височина е 210,7 m. Разположено е в централната част на града и е с височина около 46 m на терена на града.
Официално се нарича Данов хълм в чест на българския възрожденец и книгоиздател Христо Г. Данов – общественик и кмет на град Пловдив. Известно време хълмът е носил името на Васил Коларов – бивш държавен глава и министър-председател.

## История
Смята се, че през римско време на върха на хълма се е намирал храм на Венера.
Името му на турски означава Часовников хълм заради Часовниковата кула, издигната през 16 век на върха му. Тя е една от най-старите в Източна Европа и представлява каменна призма с височина 17,5 m.
В първия модерен градоустройствен план, изготвен от Йосиф Шнитер, хълмът е наименуван Часовия хълм. С течение на времето търпи изменения, най-сериозното от които е през 1812 година (според арабския надпис над входа). Кулата е използвана за пожарникарски наблюдателен пост в периода между двете световни войни.
През 1896 г. е първото планирано залесяване на хълма с приетия „План за залесяване на хълмовете Сахат тепе“.
Хълмът има добра инфраструктура, което е причина и за по-малкия брой местни растителни и животински видове. Заедно с тепетата Младежкия хълм и Хълма на освободителите, хълмът е обявен за природна забележителност в началото на 1996 г. 

## Топлар тепе
На картата на немския инженер Хохщетер от 1869 г. Хълмът е обозначен като две тепета. Южният връх е означен като „Топлартепе“ (от топ, т.е. оръдие). И наистина от това място с оръдейни салюти се отбелязвали празниците. Османците са го използвали за барутен склад на пловдивския гарнизон. Северният връх е означен като „Сахаттепе“. Хохщетер е използвал официални османски документи.
На южния връх се намира радиорелейна телевизионна станция, построена на 18 януари 1956 година (на 1 юли 1960 година започва излъчване). Надморската ѝ височина е 210 m.

## Ресторант „Младежка среща“
На самата площадка Сахат тепе и Топлар тепе се е намирал турски барутен погреб, известен като „барутницата“. На 3 август 1932 г. Пловдивската община обявява конкурс за построяване на бюфет на това място. Nа 19 февруари следващата година, заведението е открито. Проектът е на известния пловдивски архитект Никола Овчаров. Едноетажната постройката с елегантен обем и олекотена конструкция напълно отговаря на градинско-увеселителния характер на това място. След 1944 г. ресторантът продължава да работи под името „Младежка среща“. През 1975 г. заведението е съборено окончателно с цел да се издигне ново, но такова не е построено.

## Паметници
- Паметник на Христо Г. Данов. Издигнат през 1933 година от студентското дружество „Тримонциум“.[8]

## Разни
В основите на хълма се намират
- Радио Пловдив
- Телевизионен център Пловдив на Българска национална телевизия
- Евангелска съборна църква
- Музеен център за съвременна история към Регионалния исторически музей
- Частна профилирана гимназия „Класик“
- Гроздов пазар
- Лятно кино „Орфей“

## Галерия
- Информационна табела Сахат тепе
- Изглед от тепето
- Изглед от тепето